# François Mackandal
François Makanda, Mackandal, Macandal ou Makandal (en créole haïtien : Franswa Makandal), mort à Cap-Français (actuel Cap-Haïtien) le 20 janvier 1758, est un esclave marron, meneur de plusieurs rébellions dans le nord-ouest de l'île de Saint-Domingue.
C'était un « Bossale » (un homme libre originaire d'Afrique), parfois décrit comme un prêtre vaudou ou houngan. Accusé de « séduction, profanation et empoisonnement » par l'autorité coloniale française, il est condamné à mort par un arrêt du 20 janvier 1758 et livré le jour-même au bûcher. Son personnage, sur lequel continuent à planer bien des mystères, a donné lieu à des légendes.
De nos jours, Mackandal est le plus souvent considéré comme un symbole de la lutte noire anti-esclavagiste, et comme l'un des précurseurs de la Révolution haïtienne de 1791.

## Biographie

### Afrique
François Mackandal «Makanda» était originaire de l'Empire kongo selon les anthropologues américains Mark Davis et Wyatt Mac Gaffey. D'autres historiens soutiennent cette thèse, notamment les professeurs spécialistes en études afro-américaines de l'université de Boston, Linda Heywood et John Thornton et David Patrick Geggus de l'université de Floride.[réf. nécessaire] Selon certaines sources, il était musulman et aurait pu naître au Sénégal, au Mali ou en Guinée, bien que les informations biographiques dont on dispose pour cette période ne puissent permettre de rien affirmer de certain à ce sujet. Il est probablement capturé lors d'une razzia et embarqué vers la colonie française de Saint-Domingue. Selon le chercheur Congolais Arsène Francoeur Nganga, dans son ouvrage sur les origines Kôngo d'Haïti, Macandal viendrait de "Makanda": Il y aurait eu francisation du phonème /K/ en /C/ et perte du segment final /A/. Selon lui, Macandal n'était pas musulman, car l'ethnographie de ses pratiques renverrait au rite petro-lemba du voudou haïtien. Pierre Pluchon, qui a décrit les pratiques de Macandal, fait observer l'utilisation de l'eau bénite et d'ingrédients associés aux pratiques kongo.

### Saint-Domingue
Selon Moreau de Saint-Méry, qui écrit trente ans après les faits, Mackandal devient esclave sur une propriété de Le Normant de Mézy au Limbé. Après avoir perdu l'une de ses mains, prise dans un moulin à cannes, Mackandal aurait été chargé de garder les animaux. Selon un récit de la même époque, mais un peu trop lyrique et dont l'authenticité est, par conséquent, sujette à caution, Mackandal se serait ensuite enfui après avoir suscité la jalousie de son maître en séduisant une jeune esclave noire dont le maître blanc était également épris ; son rival aurait alors trouvé un prétexte pour le maltraiter. Face à cette injustice, il prend la fuite et commence à marronner. Il serait alors resté insaisissable pendant dix-huit ans.
Durant cette période, Mackandal organise la révolte de ses semblables contre les maîtres blancs français. Si, selon certaines sources, Mackandal était à l'origine musulman, il est probable qu'il fut plutôt en relation avec le vaudou, étant donné la prédominance de cette religion sur l'île. Considéré comme un houngan, il se dit immortel et impressionne ses semblables haïtiens. Il prépare du poison à partir de plantes et le distribue aux esclaves afin que ces derniers le mélangent aux boissons ou aux aliments des Français. Il devient un chef charismatique et unit les bandes d'esclaves marrons. Il crée un réseau d'organisations secrètes dans les plantations. Contre celles-ci, il dirige plusieurs actions nocturnes d'esclaves, à la lueur des flambeaux, et ils tuent leurs propriétaires.

### Condamnation et mort
Trahi par l'un des siens, il est capturé. Jugé par le Conseil supérieur du Cap-Français – aujourd'hui Cap-Haïtien –, il est déclaré, le 20 janvier 1758, « düement atteint & convaincu de s'être rendu redoutable parmi les nègres et les avoir corrompus et séduits par des prestiges et fait se livrer à des impiétés et des prophanations auxquelles il se serait luy même livré en mélant des choses saintes dans la composition à l'usage de paquets prétendus magiques, et tendant à maléfices, qu'il faisait et vendait aux nègres, d'avoir en outre composé, vendu et distribué de ce poison de toutes espèces ». Il est condamné à faire amende honorable,, et, après avoir été soumis à la question ordinaire et extraordinaire (la torture) afin qu'il nomme des complices – ce qu'il fera –, à être brûlé vif sur la place publique du Cap-Français.
Dans le brasier, le poteau auquel il est attaché aurait cédé et Mackandal aurait sauté hors du bûcher pour disparaître . Les esclaves se seraient écrié : « Macandal sauvé ! ». 

## Postérité. Entre réalité et légendes
Selon Moreau de Méry, Mackandal aurait inspiré chez les esclaves noirs eux-mêmes plus de terreur que d'admiration ; ainsi écrit-il que les Noirs – les « nègres » dans le texte – se mirent par la suite à appeler « macandals » les poisons et les empoisonneurs, et que ce nom était devenu « l'une des plus cruelles injures qu'ils puissent s'adresser entre eux ».
L'exécution de Mackandal précède de trente-trois ans la Révolution haïtienne de 1791, première révolte d'esclaves noirs réussie, prélude à l'établissement, en 1804, d'Haïti en tant que première république noire libre du monde.

### Culture populaire
- L'écrivain cubain Alejo Carpentier aborde la personnalité légendaire de Mackandal dans Le Royaume de ce monde, l'un de ses romans « réalistes magiques », en 1949.
- Il est question de Mackandal dans The Serpent and the Rainbow, livre de Wade Davis consacré au vaudou, paru en 1985.
- Il est aussi question de Mackandal dans Royal Bonbon, film de Charles Najman datant de 2002.
- Dans le roman publié en 2011 par l'écrivain haïtien Mikelson Toussaint-Fils et intitulé Les Sentiers rouges : Le Messie des îles, Mackandal est dépeint comme un glorieux chef carrément divin aux yeux de ses partisans et même de ses ennemis.
- Dans son roman "L´île sous la mer" Isabel Allende narre l´événement que fût  l´exécution de Mackandal au Cap.
- Dans le jeu vidéo Assassin's Creed III: Liberation, sorti en 2012 sur PlayStation Vita, un personnage du nom de François Mackandal est un leader des Assassins. Il est mentionné à nouveau dans Assassin's Creed: Rogue. Une gravure montrant sa mort sur le bucher laisse supposer qu'il s'agit bel et bien de l'esclave marron.
- Gael Faye fait référence à Mackandal dans sa chanson 'Tôt le matin'.

### Archive
- « Macandale, chef des noirs révoltés, arrêt de condamnation par le Conseil supérieur du Cap-Français à Saint-Domingue (1758) », sur le site des Archives nationales d'outre-mer (ANOM).

### Sources anciennes
- Relation d'une conspiration tramee par les Negres, dans l'Isle de Saint-Domingue : défense que fait le Jesuite Confesseur, aux Negres qu'on suplicie, de reveler leurs fauteurs & complices, s.l., s.n., 1758, 8 p. En ligne sur Internet Archive.
- M. de C.… (aut. non identifié), « Makandal, Histoire véritable » (récit), dans Mercure de France, 15 septembre 1787, p. 102-114. En ligne sur Google Books.
- Notice sur Macandal, dans Moreau de Saint-Méry, Description topographique, physique, civile, politique et historique de la partie française de l'isle Saint-Domingue. Tome 1, Philadelphie-Paris-Hambourg, Dupont, 1797-1798, p. 651-653. En ligne sur Gallica.
- Thomas Madiou, Brève notice sur Macandal, dans  Histoire d'Haïti. Tome 1, Port-au-Prince, Jh. Courtois impr., 1847, p. 24-25. En ligne sur Google Books.
- Hérard Dumesle (1774-1858), écrivain et poète haïtien a écrit « Macanda », recueil de poésie en prose sur la cérémonie de Bois-Caïman et à la gloire à l'esclave rebelle François Mackandal.

### Ouvrages récents
- Marine Cellier, Makandal en métamorphoses. Héroïsmes et identités dans la littérature caribéenne, Paris, Classiques Garnier, 2024, 685 p.,  (ISBN 978-2-406-16640-5).
- Pierre Pluchon, « Chapitre VII. La grande peur. L'affaire Macandal », dans Vaudou, sorciers et empoisonneurs. De Saint-Domingue a Haïti, Paris, Karthala, 1987, 324 p.  (ISBN 2-86537-185-9) (BNF 36148465), p. 165 sv. Consultable en ligne partiellement sur Google Books.
- (en) Carolyn E. Fick, « Slave resistance », dans The Making of Haiti : The Saint Domingue Revolution from Below, Knoxville, University of Tennessee Press, 1990  (ISBN 0-87049-667-0), p. 46-75. Consultable en ligne partiellement sur Google Books.
- (en) Sylviane Diouf, « The Muslim Factor in the Haitian Revolution », dans Servants of Allah : African Muslims Enslaved in the Americas, New York, New York University Press, 1998  (ISBN 0-8147-1904-X), p. 150 sv. Consultable en ligne partiellement sur Google Books.
- Arsène Francoeur NGANGA,2019,Les origines Kôngo d'Haïti:Première république Noire de l'humanité, Diasporas Noires, Dakar (Sénégal). Preface du professeur Pierre Buteau.
- «Makandal rebelles des Antilles» ; Éditions Nielrow ; 2018 ;  (ISBN 978-2490446087).